# Подъём (экономика)
Экономический подъем — состояние экономики в стране, когда происходит рост производства, оживляется экономическая деятельность и улучшается уровень жизни людей. Для экономического подъема характерен рост реального валового национального продукта.

## История

### Экономический подъем конца XIX века
В 1880-х годах весь мир ощущал длительный экономический спад.
На Петербургской бирже был спад активности в начале 1890-х годов, но к 1893 году уже наблюдалось повышение активности. В начале 1894 года начался рост акций и к 1895 году большинство акций выросло в 2 раза. Люди стали покупать акции вне зависимости от рода деятельности компании. Еще более активной биржевая торговля стала в 1895 году, интерес к биржевой игре стал проявляться у самых разных социальных слоев населения. Людей, играющих на бирже было так много, что биржа не могла вместить всех желающих, тогда часть игроков собиралась в ресторанах. Многие люди действовали на бирже при помощи банковских учреждений и банкирских контор. Множились слухи о том, что с помощью игры на бирже можно легко разбогатеть. В 1895 году биржевая игра стала оживленной в Санкт-Петербурге, Варшаве, Одессе, Харькове, Киеве, Риге, Москве. К 1896 году на биржах в европейских странах на российские облигации государственных займов спрос стал намного выше, чем раньше. Реализация 3,5 % закладных листов происходила по курсу 98 % номинала, котировка 3 % российских займов иногда превышала котировку немецких. В это время Сергей Юльевич Витте был министром финансов, его политика была направлена на ускорение развития промышленности при помощи привлечения иностранных капиталов. В ноябре 1896 года было принято «Положение о биржах», которое касалось операций с ценными бумагами. В августе 1897 года была проведена денежная реформа. Стал наблюдаться рост акций Каспийского нефтепромышленного общества и Балтийского нефтяного общества.
Экономический подъем был связан с развитием крупных городов. В крупные города перебирались люди из провинции в поисках работы и возможности получить образование.
Если в Российской империи в 1890 году объем производства всех промышленных предприятий достигал 1,5 миллиарда рублей, то в 1900 году составил 3 миллиарда рублей. В это время работало 14,5 тысяч предприятий, 40 % из которых было образовано в 1890—1900 годы. Открывались новые металлургические предприятия. Горнодобывающая и металлургическая промышленность стала развиваться с привлечением бельгийских и французских капиталов.

### Экономический подъем 1902—1912 годов
Экономический подъем во многим произошел благодаря экономической программе премьер-министра П. А. Столыпина. Банковские учреждения Санкт-Петербурга принимали активное участие в международных консорциумах, которые размещали российские ценные бумаги, которые выпускались за рубежом. К началу 1914 года в Российской империи было зарегистрировано 1997 акционерных компаний, капитал которых составил 3376,8 миллионов рублей. На бирже котировались акции 383 компаний.
С 1909 года по 1913 год были выпущены ипотечные ценные бумаги на 2475,4 миллиона рублей, торгово-промышленные ценные бумаги на 1378,4 миллиона рублей, железнодорожные ценные бумаги на 847,2 миллиона рублей, банковские ценные бумаги на 456,2 миллиона рублей. Также было выпущено государственных ценных бумаг на 175 миллионов рублей и городских на 226,4 миллионов рублей. Промышленный подъем длился до начала Первой мировой войны.
В 1909—1913 годах растут вклады в сберегательные кассы, значительно увеличивается объем частных капиталов.
Цены акций железнодорожных обществ возрастали за год в 2-2,5 раза. Объем капиталов, вложенный в онкольные счета, вырос. Увеличился приток иностранных инвестиций, развивались отечественные иностранные предприятия. В 1912 году было учреждено 262 новых акционерных общества. В 1911—1912 годах в металлургической промышленности начался ощутимый подъем. Брюссельская биржа стала основным рынком для эмиссий акций и облигаций металлургических предприятий.

## Описание
Американский экономист А. Лаффер считал, что экономический подъем и рост доходов государства можно наблюдать вследствие снижения налогов. Экономические подъем определяется как положительное изменение роста ВВП более, чем на 1,5 %. Подъем и спад - это две фазы экономического цикла. Фаза подъема начинается от дна до пика. Подъем - один из признаков экономического цикла.